# SXSW Gaming Awards
Нагороди SXSW Gaming Awards — нагороди, що присуджуються відеоіграм під час щорічного фестивалю South by Southwest (SXSW), що проводиться в Остіні, штат Техас, як правило, у березні того ж року. Нагороди є частиною SXSW Gaming Expo, яка є частиною інтерактивного відділення фестивалю SXSW.

## Історія
Відеоігри були частиною SXSW в рамках інтерактивного відділення SXSW; у 2006 році фестиваль запустив "Запис екрана" як спеціальну частину інтерактивного відділення для відеоігор, а згодом перейменовав його на SXSW Gaming у 2013 році. 
Меттью Крамп, ветеран-розробник ігор, приєднався до SXSW у 2012 році та очолив зусилля щодо створення премії SXSW Gaming Awards до прем'єри під час фестивалю 2014 року.  Нові нагороди у п’ятнадцяти різних категоріях були оголошені у вересні 2013 року та будуть вручені під час фестивалю 2014 року.  Однак Крамп помер від серцевого нападу безпосередньо перед фестивалем.  Організатори заходу вирішили перейменувати "Культурні інновації в іграх" на "Нагороду від культурних інновацій Меттью Крампа" на честь внеску Крампа у фестиваль.  У наступних роках додали додаткові категорії нагород.

## Формат
Розробники та видавці повинні подати свої ігри на розгляд організаторам фестивалю до закінчення терміну; ці ігри, як правило, мали публічний випуск у попередньому календарному році до фестивалю (наприклад, для першої нагороди 2014 року ігри повинні були вийти в 2013 році).  Організатори фестивалю разом із групами експертів розглядають усі подані матеріали та вибирають п’ять найкращих для кожної з ігрових категорій. Потім вони відкриті для публічного голосування за остаточного переможця кожної обраної нагороди. 
Нагороди Gamer's Voice є винятковими для них: вони обмежуються лише інді-іграми, випущеними у попередньому календарному році чи поточному році, і які може призначити будь-який представник громадськості. Організатори фестивалю обирають кілька ігор (як правило, більше п’яти) після того, як відіграли кожну з них як номінантів на премію. Ці ігри представлені з можливістю пограти на фестивалі SXSW, щоб дозволити учасникам спробувати їх, перш ніж проголосувати за свою улюблену. 
Церемонія нагородження проводиться наприкінці заходу SXSW, а нагороди вручають ведучі знаменитості в ігровій індустрії.
Подія SXSW 2020 року була скасована у світлі подій пов'язаних з  пандемією COVID-19, але переможці премії все ж були названі в мережі 24 березня 2020 року. 

## Церемонії
| Рік      | Номер події | Дата              | Місцезнаходження                                          | Ведучі                                                          |
| -------- | ----------- | ----------------- | --------------------------------------------------------- | --------------------------------------------------------------- |
| 2014 рік | 1-й         | 7 березня 2014 р  | Довгий центр виконавських мистецтв, Остін, Техас          | Джастін "iJustine" Езарік і Смош                                |
| 2015 рік | 2-й         | 14 березня 2015 р | Austin City Limits Live в The Moody Theatre, Остін, Техас | Джанет Варні та Марк Едвард "Маркиплієр" Фішбах                 |
| 2016 рік | 3-й         | 19 березня 2016 р | Hilton Austin Downtown, Остін, Техас                      | Шон "Jacksepticeye" Вільям Маклафлін і Рейчел "Seltzer" Квіріко |
| 2017 рік | 4-й         | 18 квітня 2017 р  | Hilton Austin Downtown, Остін, Техас                      | OMGitsfirefoxx та Xavier Woods                                  |
| 2018 рік | 5-й         | 17 березня 2018 р | Hilton Austin Downtown, Остін, Техас                      | Алана Пірс та Річ Кемпбелл                                      |
| 2019 р   | 6-й         | 16 квітня 2019 р  | Hilton Austin Downtown, Остін, Техас                      | Ліндсі Джонс та Алекс Корея                                     |
| 2020 рік | 7-й         | 24 квітня 2020 р  | Жоден                                                     | Немає                                                           |

## Поточні нагороди

### Відеогра року
Цю нагороду в 2014 році було названо «Грою року», але згодом перейменовано, коли додалися нагороди «Мобільний» та «Настільний».
- 2014 — Останній з нас, Naughty Dog [4]
- 2015 — Вік драконів: інквізиція, BioWare [12]
- 2016 — Відьмак 3: Дике полювання, CD Projekt Red [13]
- 2017 — Uncharted 4: A Thief's End, Naughty Dog [14]
- 2018 — Легенда про Зельду: Подих дикої природи, Nintendo [10]
- 2019 — Бог війни, Інтерактивні розваги Sony [11]
- 2020 — Sekiro: Тіні вмирають двічі, FromSoftware / Activision [6]
- 2021 — Hades, Supergiant Games[15]
- 2022 — Final Fantasy XIV: Endwalker, Square Enix[16]

### Мобільна гра року
- 2015 — Hearthstone: Heroes of Warcraft, Blizzard Entertainment [12]
- 2016 — Her Story, Сем Барлоу [13]
- 2017 — Pokémon Go, Niantic [14]
- 2018 — Fire Emblem Heroes, Nintendo [10]
- 2019 — Donut County, Annapurna Interactive [11]
- 2020 — Sky: Children of the Light, Thatgamecompany [6]

### Настільна гра року
- 2015 — Star Realms, Wise Wizard Games [12]
- 2016 — Pandemic Legacy, Z-Man Games [13]
- 2017 — Жах Аркгема: Карткова Гра, Fantasy Flight Games [14]
- 2018 — Gloomhaven, Cephalofair Games [10]
- 2019 — Root, Leder Games [11]
- 2020 — Паладини Західного Королівства, Renegade Game Studios [6]
- 2021 — The Search for Planet X, Renegade Game Studios[15]
- 2022 — Dune: Імперіум, Dire Wolf Digital[16]

### XR Гра року
Формально "VR-гра року" до 2020 року
- 2018 — Resident Evil 7: Biohazard, Capcom [10]
- 2019 — Beat Sabre, Beat Games [11]
- 2020 — No Man's Sky VR, Hello Games [6]
- 2021 — Half-Life: Alyx, Valve Corporation[15]
- 2022 — Resident Evil IV VR, Armature Studio/Oculus Studios[16]

### Інді-гра року
- 2021 — Deep Rock Galactic, Ghost Ship Games/Coffee Stain Publishing[15]
- 2022 — Kena: Bridge of Spirits, Ember Lab[16]

### Нагорода культурних інновацій Метью Крумпа
Присуджується за гру, яка кидає виклик звичайній ідеї відеоігор, пропонуючи культурно інноваційний погляд на світ
- 2014 — Будь ласка, 3909 ТОВ [4]
- 2015 — Ця моя війна, 11-бітні студії [12]
- 2016 — Undertale, tobyfox [13]
- 2017 — Той дракон, Рак, Нечисленні ігри [14]
- 2018 — Літературний клуб Doki Doki!, Команда Сальвато [10]
- 2019 — Селеста, Метт робить ігри [17]
- 2020 — Disco Elysium, ZA / UM [6]
- 2021 — Dreams, Media Molecule/Sony Interactive Entertainment[15]
- 2022 — Unpacking, Witch Beam/Humble Bundle[16]

### Найперспективніша нова інтелектуальна власність
- 2016 — Splatoon, Nintendo [13]
- 2017 — Overwatch, Blizzard Entertainment [14]
- 2018 — Horizon Zero Dawn, партизанські ігри [10]
- 2019 — Beat Sabre, Beat Games [11]
- 2020 — Зовнішні світи, обсидіанські розваги / приватний підрозділ [6]

### Модна гра року
- 2017 — Overwatch, Blizzard Entertainment [14]
- 2018 — PlayerUnknown's Battlegrounds, PUBG Corp. [10]
- 2019 — Red Dead Redemption 2, Rockstar Games [11]
- 2020 — Покемон Меч і Щит, Game Freak / The Pokémon Company, Nintendo [6]

### Досконалість в анімації
- 2014 — Ni no Kuni: Wrath of the White Witch, Намко Бандай [4]
- 2015 — Середзем’я: Тінь Мордора, Monolith Productions [12]
- 2016 — Rise of the Tomb Raider, Crystal Dynamics [13]
- 2017 — Uncharted 4: A Thief's End, Naughty Dog [14]
- 2018 — Cuphead, StudioMDHR [10]
- 2019 — Людина-павук Marvel, Sony Interactive Entertainment [11]
- 2020 — Kingdom Hearts III — Square Enix [6]

### Досконалість у мистецтві
- 2014 — BioShock Infinite, ірраціональні ігри [4]
- 2015 — Дитина світла, Ubisoft [12]
- 2016 — Bloodborne, FromSoftware [13]
- 2017 — Firewatch, Campo Santo [14]
- 2018 — Cuphead, StudioMDHR [10]
- 2019 — Октопат Мандрівник, Nintendo [11]
- 2020 — Легенда про Зельду: Пробудження , Nintendo [6]

### Досконалість у дизайні та режисурі
- 2014 — Відрив, Молекула ЗМІ [4]
- 2015 — Середзем’я: Тінь Мордора, Monolith Productions [12]
- 2016 — Bloodborne, FromSoftware [13]
- 2017 — Dishonored 2, Arkane Studios [14]
- 2018 — Легенда про Зельду: Подих дикої природи, Nintendo [10]
- 2019 — Бог війни, Інтерактивні розваги Sony [11]
- 2020 — Control, Remedy Entertainment / 505 Ігри [6]

### Досконалість у геймплеї
- 2014 — Брати: Казка про двох синів, 505 студій [4]
- 2015 — Середзем’я: Тінь Мордора, Monolith Productions [12]
- 2016 — Metal Gear Solid V: The Phantom Pain, Kojima Productions [13]
- 2017 — Doom, id Software [14]
- 2018 — Легенда про Зельду: Подих дикої природи, Nintendo [10]
- 2019 — Super Smash Bros. Ultimate, Nintendo [11]
- 2020 — Devil May Cry 5, Capcom [6]

### Відмінник музичної партитури
- 2014 — Останній з нас, неслухняний собака [4]
- 2015 — Транзистор, Ігри Супергіганти [12]
- 2016 — Ori and the Blind Forest, Moon Studios [13]
- 2017 — Doom, id Software [14]
- 2018 — Nier: Automata, PlatinumGames [10]
- 2019 — Tetris Effect, Enhance, Inc. [11]
- 2020 — Death Stranding, Kojima Productions / Sony Interactive Entertainment [6]

### Досконалість у мультиплеєрі
Формально "Найкраща багатокористувацька гра" до 2016 року
- 2014 — Super Mario 3D World, Nintendo [4]
- 2015 — Super Smash Bros. для Wii U, Nintendo [12]
- 2016 — Ракетна ліга, Псіонікс [13]
- 2017 — Overwatch, Blizzard Entertainment [14]
- 2018 — PlayerUnknown's Battlegrounds, PUBG Corp. [10]
- 2019 — Fortnite, Epic Games [11]
- 2020 — Final Fantasy XIV: Shadowbringers, Square Enix [6]

### Досконалість у розповіді
- 2014 — Останній з нас, неслухняний собака [4]
- 2015 — «Вовк серед нас», « Telltale Games» [12]
- 2016 — Відьмак 3: Дике полювання, CD Projekt Red [13]
- 2017 — Uncharted 4: A Thief's End, Naughty Dog [14]
- 2018 — Що залишається від Едіт Фінч, Велетенського Горобця [10]
- 2019 — Детройт: Стань людиною, Інтерактивні розваги Sony [11]
- 2020 — Disco Elysium, ZA / UM [6]

### Досконалість у SFX
- 2014 — Останній з нас, неслухняний собака [4]
- 2015 — Чужий: ізоляція, творча асамблея [12]
- 2016 — Зоряні війни Battlefront, EA DICE [13]
- 2017 — Battlefield 1, EA DICE [14]
- 2018 — Super Mario Odyssey, Nintendo [10]
- 2019 — Red Dead Redemption 2, Rockstar Games [11]
- 2020 — Зоряні війни джедаїв: впав порядок, розростання розваг / електронне мистецтво [6]

### Досконалість у технічних досягненнях
- 2014 — Grand Theft Auto V, Rockstar Games [4]
- 2015 — Доля, Банджі [12]
- 2016 — Відьмак 3: Дике полювання, CD Projekt Red [13]
- 2017 — Battlefield 1, EA DICE [14]
- 2018 — Nier: Automata, PlatinumGames [10]
- 2019 — Red Dead Redemption 2, Rockstar Games [11]
- 2020 — Death Stranding, Kojima Productions / Sony Interactive Entertainment [6]

### Досконалість у візуальних досягненнях
- 2015 — Far Cry 4, Ubisoft [12]
- 2016 — Наказ: 1886, готовий на світанку [13]
- 2017 — Uncharted 4: A Thief's End, Naughty Dog [14]
- 2018 — Horizon Zero Dawn, партизанські ігри [10]
- 2019 — Бог війни, Інтерактивні розваги Sony [11]
- 2020 — Sekiro: Тіні вмирають двічі, FromSoftware / Activision [6]

## Нагороди пенсіонерів

### Досконалість в ігровому маркетингу
- 2014 — Assassin's Creed IV: Black Flag, Ubisoft [4]

### Досконалість у конвергенції
Присуджується за гру, яка ілюструє кросовери. Формально "Премія за конвергенцію" до 2016 року
- 2014 — Injustice: Gods Among Us, Warner Bros. Interactive Entertainment [4]
- 2015 — South Park: The Stick of Truth, Obsidian Entertainment [12]
- 2016 — Batman: Arkham Knight, Rocksteady Studios [13]
- 2017 — Бетмен: Серія Telltale, Telltale Games [14]
- 2018 — Star Wars Battlefront II, EA DICE [10]
- 2019 — Marvel's Spider-Man, Sony Interactive Entertainment [11]

### Техаські мистецькі досягнення
Присуджується техаській студії чи грі
- 2014 — The Stanley Parable [4]

### Найцінніший персонаж
- 2015 — Еллі, The Last of Us [12]
- 2016 — Лара Крофт, Rise of the Tomb Raider [13]
- 2017 — Натан Дрейк, Uncharted 4: A Thief's End, Naughty Dog [14]

### Найперспективніша нова гра Esports
До 2019 «Кіберспортивна гра року». 
- 2017 — Overwatch, Blizzard Entertainment [14]
- 2018 — PlayerUnknown's Battlegrounds, PUBG Corp. [10]
- 2019 — Fortnite, Epic Games [11]

### Найцінніша команда eSports
- 2015 — Cloud9 [12]
- 2016 — Evil Geniuses [13]

### Найцінніший Інтернет-канал
- 2015 — Rooster Teeth [12]

### Найбільш розважальна особистість в Інтернеті
- 2016 — Грег Міллер, Kinda Funny [13]

### Найцінніший вміст доповнень
- 2015 — Позаду, The Last of Us [12]

### Найбільш передбачувана гра з краудфандінгом
- 2015 — Зоряний громадянин [12]

### Гра, яка найбільше спонсурувалася суспільством
Раніше "Найпопулярніша гра, що фінансується краудфандінгом" до 2018 року.
- 2016 — Undertale, tobyfox [13]
- 2017 — Starbound, Chucklefish [14]
- 2018 — Night in the Woods, Infinite Fall [10]
- 2019 — CrossCode, Deck13 [11]

### Найбільш розвинена гра
- 2019 — No Man's Sky Next, Hello Games [11]

### Фанатство року
- 2017 — Brutal Doom 64, Sergeant_Mark_IV [14]

### Нагорода Gamer's Voice
Нагорода за інді-гру, проголосовану громадськістю; розділилася на одномісну та багатокористувацьку категорії в 2016 році.
- 2014 року — Nidhogg, Messhof [4]
- 2015 — SpeedRunners, DoubleDutch Games [12]

#### Один гравець
- 2016 — Superhot, Superhot Team [13]
- 2017 — Owlboy, D-Pad Studio [14]

#### Багатокористувацька
- 2016 — Gang Beasts, Boneloaf [13]
- 2017 — Arena Gods, Supertype Games [14]

#### VR
- 2019 — Intruders: Hide & Seek, Tessera Studios